# Маєво-Косьцельне
Маєво-Косьцельне (пол. Majewo Kościelne) — село в Польщі, у гміні Сідра Сокульського повіту Підляського воєводства.
У 1975-1998 роках село належало до Білостоцького воєводства.